# Felda Holdings
Felda Holdings este o companie agricolă din Malaysia.
Felda este cel mai mare proprietar de terenuri agricole la nivel mondial, cu o suprafață de 880.000 de hectare, derulând afaceri de 3,8 miliarde de dolari în 2009.
Compania are aproape 20.000 de angajați și este unul dintre cei mai mari producători de ulei de palmier la nivel mondial.
Felda controlează 8% din producția de ulei de palmier la nivel mondial și este prezentă în Statele Unite, Canada, Australia, Pakistan, China, Sri Lanka, Thailanda, Africa de Sud sau Franța.